# 山崎真 (競馬)
山崎 真（やまざき しん、1987年5月20日 -）は、地方競馬の浦和競馬場柘榴浩樹厩舎に所属していた元騎手である。地方競馬教養センター騎手課程第82期生。

## 来歴
2005年9月29日付けで地方競馬騎手免許を取得。同年10月19日、浦和競馬第9競走の紅葉特別（C3七組）ウイニングマミーでレース初騎乗（10頭立て8番人気6着）。翌10月20日、浦和競馬第1競走（3歳九組十組十一組条件戦）でアネスリード（12頭立て6番人気）に騎乗し、2戦目で初勝利を挙げる。
2007年3月21日、高知競馬場で行われた第21回全日本新人王争覇戦に出場（12人中9位）。
2014年9月1日～2015年2月28日の間、高知競馬場の田中譲二厩舎に所属し期間限定騎乗をした。
2020年2月17日、同年2月21日まで開催される令和元年度第13回浦和競馬開催最終日をもって引退することが発表された。
地方通算成績は2651戦72勝・2着96回・3着142回・勝率2.7%・連対率6.3%。
引退後、現在は小山乗馬クラブにてインストラクターに従事。